# Dantidurga
Dantidurga (r. 735-756 d. C.), también conocido como Dantivarman II fue el fundador del Imperio Rashtrakuta de Manyakheta. Su capital se encontraba en la región de Gulbarga de Karnataka. Su sucesor fue su tío Krishna I que extendió su reino a toda Karnataka.
El registro de Ellora de Dantidurga narra que derrotó a los chalukyas en el año 753 y tomó los títulos de Rajadhiraja y Parameshvara. Las inscripciones lo llaman hijo de Indra II. La inscripción de Samangad (actual distrito de Kolhapur, Maharashtra) afirma que su madre era una princesa chalukyana de Guyarat llamada Bhavanaga. En la misma inscripción se afirma que derrotó al infinito e invencible Karnatata-Bala (ejército de Karnataka) de los chalukyas de Badami. Además, derrotó a los reyes de Lata (Gujarat), Malwa, Tanka, Kalinga y Sheshas (Nagas) en la India central y realizó muchos sacrificios. Aunque conquistó el Imperio Chalukyan, se desprende de la inscripción Vakkaleri del año 757 que el emperador chalukya Kirtivarman II mantuvo el control sobre sus provincias del sur hasta el año 757. Su hija se casó con un pallava, el rey Nandivarman II de Kanchi. Dantidurga ayudó a Nandivarman a recuperar Kanchi guerreando contra los chalukyas.
La declaración de Navasari (c. 739) arroja luz sobre sus logros en la época anterior a la independencia de Rashtrakuta. La intención de los árabes podría haber sido hacer incursiones en India meridional. Sin embargo, al sur del río Mahi se encontraba el poderoso Imperio chalukya. El virrey chalukya en Navsari, Avanijanashraya Pulakeshin, derrotó decisivamente a las fuerzas árabes invasoras, tal y como se documenta en la declaración. El ejército Tājika (árabe) derrotado era uno que había atacado a los reyes “Kacchella, Saindhava, Saurashtra, Cavotaka, Maurya y Gurjara”. El virrey Pulakesi recibió posteriormente los títulos de “Pilar sólido de la meseta de Decán” (Dakshināpatha-sādhāra) y de “Repelente de lo irrepugnable” (Anivartaka-nivartayitr). El príncipe Rashtrakuta, subsidiario de los chalukyas en esta época, también jugó un papel importante en la batalla. Dantidurga fue un hábil diplomático, pero al mismo tiempo utilizó el poder militar para ampliar las fronteras de su imperio.